# 森蔚
森 蔚（もり しげる）は、幕末期の儒学者、医者、史官、水戸藩士。水府森家7代。森庸軒の子。初名は金太郎、通称は太郎衛門。尚猷、尚濟、庸軒、邦松、豹蔵とも。

## 経歴
父の庸軒の死とともに扶持を得て、水戸医学館に務め、弘道館の訓導、助教を経て、史館勤めおよび侍講、小納戸役御秘書懸、御側医師を命ぜられる。また、『大日本史』志類の編集を命ぜられる。
元治元年（1864年）春、水戸で天狗党の乱が起こると関与を疑われ、蟄居を命じられる。秋に禁を免ぜられ、同年末に江戸屋敷御秘書懸となり、「よかろう様」とも揶揄される優柔不断な藩主徳川慶篤を支え、諸生党による天狗党関係者の粛正で混乱する藩政の建て直しに奔走する。そして、藩内外の尊皇攘夷派との関係修復によって、徳川家の中にあっていち早く朝廷と結びつき、水戸藩の命脈を保った。
享年55。

## 文献
- 『萬國旗章圖譜』推薦文
- 大内正敬墓碑銘
- 『劔甲新論』序文
- 『内科秘録』跋文
- 『漁村文話』序文

## 資料
- 水戸彰考館『水府系纂』第四八巻「貞享年中奉仕輩累系」